# Центральноафриканські лопатеві черепахи
Центральноафриканські лопатеві черепахи (Cyclanorbis) — рід черепах з родини Трикігтеві черепахи підряду М'якотілі черепахи. Поділяється на 2 види.

## Опис
Загальна довжина карапаксу представників цього роду коливається від 35 до 60 см. Голова доволі невелика. Морда трохи витягнута. Очі підняті догори. Карапакс значний має закруглену або овальну, куполоподібну форму. Задній край карапаксу позбавлено кісткових пластин, на ньому є бічні лопаті (хрящові клапани), які виступають над карапаксом. Звідси й походить їх назва. ці «лопаті» прикривають задні кінцівки при втягуванні, їх мета — запобігти втраті води, коли черепахи гріються на сонці. Лапи мають розвинені плавальні перетинки.
Забарвлення коливається від оливкового до коричневого. У одного виду є світлі плями, а у іншого вони відсутні. Пластрон світліше за карапакс.

## Спосіб життя
Полюбляють річки, струмки, ставки, озера. Харчуються рибою, земноводними, молюсками, комахами.
Самки відкладають до 10 яєць.
У неволі тримаються вкрай рідко.

## Розповсюдження
Мешкають у центральній частині Африки: від Судану до Сенегалу. На півдні доходить до Габону.

## Види
- Cyclanorbis elegans
- Cyclanorbis senegalensis